# Bulharská pravoslavná církev
Bulharská pravoslavná církev (bulharsky Българска православна църква) je starobylá slovanská pravoslavná církev. Církev je součástí společenství pravoslavných církví.

## Historie

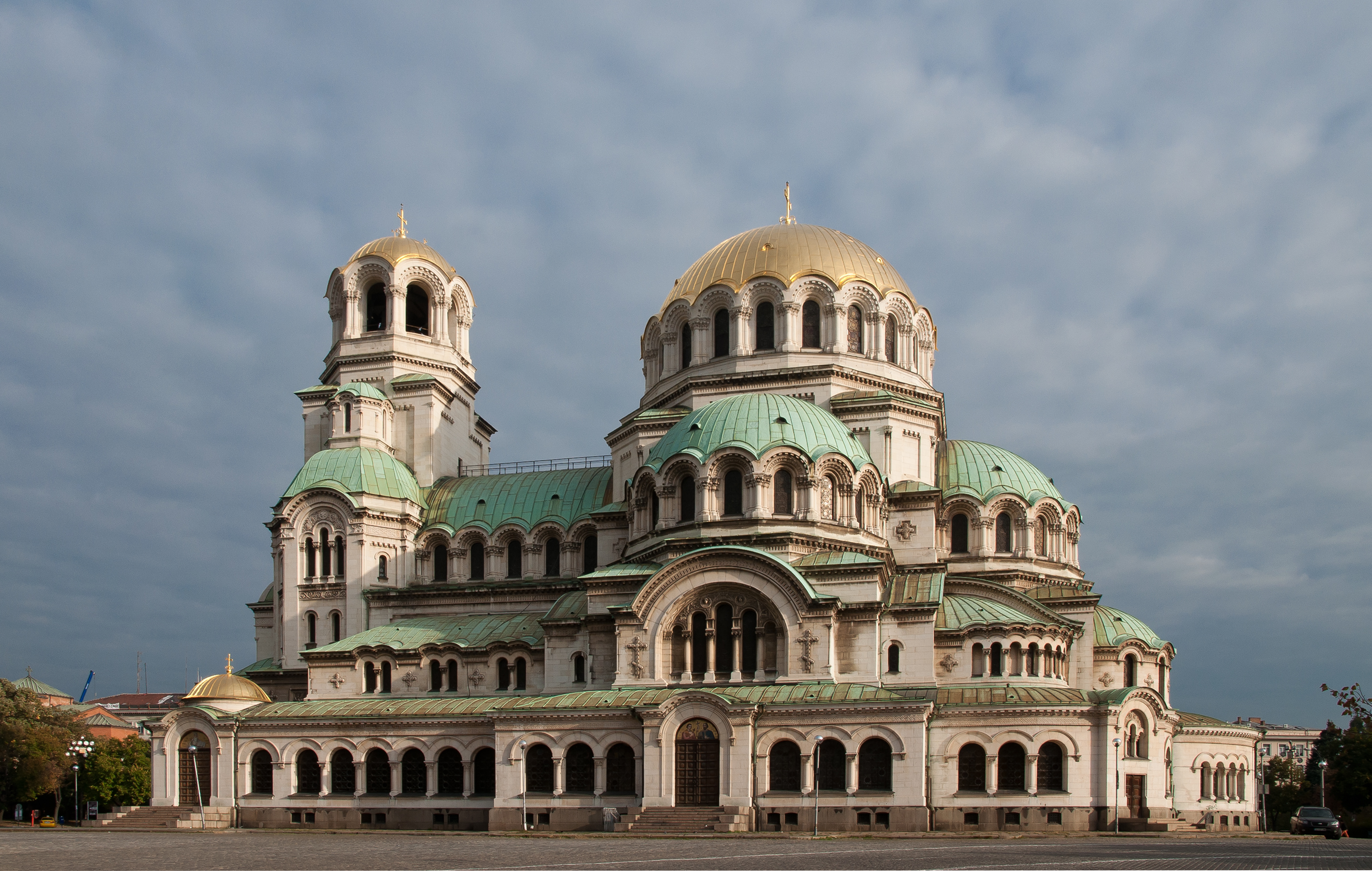
Katedrála svatého Alexandra Něvského v Sofii

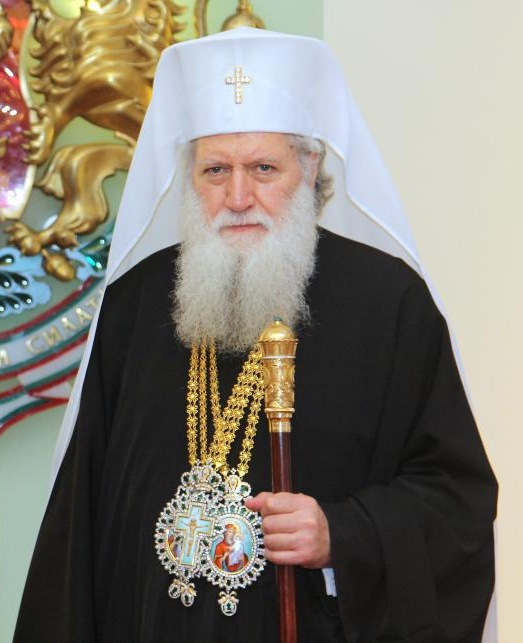
XXVIII. patriarcha Neofit

### Původ
Bulharská církev má svůj původ ve vzkvétajících křesťanských komunitách a církvích, zřízených na Balkáně již v 1. století. Křesťanství bylo k bulharským zemím a zbytku Balkánu přineseno svatými apoštoly Pavlem a Ondřejem. Na počátku 4. století se křesťanství stalo dominantním náboženstvím regionu. Města, jako Serdica (Sofie), Philipopolis (Plovdiv), Odessus (Varna) a Hadrianopolis (Edirne), byla významnými centry křesťanství v Římské říši.

### 4. až 13. století
Barbarské nájezdy a vpády v 4. a 5. století a vyrovnání Slovanů a Bulharů v 6. a 7. století zanechaly značné škody na organizaci křesťanské církve v Bulharských zemích. Roku 865 přijal Boris I. křesťanství jako státní náboženství.
Boris I. věřil, že kulturní rozvoj, svrchovanost a prestiž křesťanského Bulharska by mohly být dosaženy prostřednictvím osvícených duchovních. Poslal žádost Konstantinopolskému patriarchovi a Římskému papežovi o zřízení autonomní církve, a roku 870 na Čtvrtém konstantinopolském koncilu bylo v Bulharsku založeno autonomní Bulharské arcibiskupství. Mělo sídlo v hlavním městě Pliska a její jurisdikce zahrnovala celý stát. Arcibiskupství, po domluvě s Římem, spadalo pod jurisdikci Konstantinopolského patriarchátu.
I když se arcibiskupství těšilo plné vnitřní autonomii, Borisovy cíle nebyly úplně splněny. Tak roku 886 Boris přivítal žáky nedávno zesnulých svatých Cyrila a Metoděje. Předal jim úkol instruovat budoucí bulharské duchovenstvo v hlaholice a slovanské liturgii. Roku 893 vyhnal řecké duchovenstvo ze země a nařídil nahrazení řeckého jazyka v liturgii na slovansko-bulharskou mluvu.
Dvě bulharská rozhodující vítězství nad Byzantinci u Acheloje a Katasyrtaie, dovedlo roku 919 autonomní Bulharské arcibiskupství na povýšení do hodnosti patriarchátu. Roku 927 uznal Konstantinopolský patriarchát její autokefalitu a postavení patriarchátu. Sídlem patriarchátu se stalo nové hlavní město Preslav.
Roku 1018 Basileios II. Bulgaroktonos dobyl Bulharsko a roku 1020 došlo ke zrušení patriarchátu. Nicméně, povolil církvi autonomní status a využití liturgie ve staroslovanském ritu. V jeho politice nepokračovali jeho nástupci. S rozhodnutím císaře Michaela IV. Paflagoňana se novým biskupem stal Leon z Paflagonie. Slovanské duchovenstvo bylo odstraněno a slovanská liturgie byla zrušena.
Autokefální církev povstala roku 1187. Z politických důvodů car Kalojan rozmlouval s papežem a roku 1204 byl korunován králem a Bulharská církev byla podřízena římskému papeži. To trvalo až do roku 1235, kdy podřízenost byla přerušena. Ve stejném roce opět Konstantinopolský patriarchát přijal její autokefalitu a její stav patriarchátu. Sídlem patriarchátu se stalo Veliko Tarnovo.

### Turecká nadvláda
Roku 1396 dobyli Turkové Bulharsko. Základem turecké státní ideologie byl Islám. Křesťanská populace Bulharska byl obětí diskriminace, a její odebrání z péče zákona. Zničily řadu pravoslavných kostelů, a mnohé přestavěli na mešity. Bulharská církev ztratila autokefalitu a opět byla podřízena patriarchovi Konstantinopole.
Přelom 18. a 19. století je považován za začátek Bulharského národní obrození, ve kterém byla jedním z požadavků obnova autokefální pravoslavné církve. Za předchůdce tohoto hnutí je považován mnich Paisij Chilendarski a jeho učeň Sofronij Vračanský.
Dalšími velkými postavami byli Neofit Bozveli a Hilarion Michajlovský. Bulharské biskupství vyloučilo většinu řeckých duchovních a vystoupilo z patriarchátu. Osmanská vláda obnovila patriarchát jako Bulharský exarchát. Konstantinopolský patriarchát deklaroval, že exarchát je schizmatický a heretický.
Prvním bulharským exarchou byl Antim I., který byl zvolen Svatým synodem exarchátu v únoru 1872. Po vypuknutí Rusko-turecké války byl poslán do exilu do Ankary. Jeho nástupce Josef I. rozvinul a výrazně rozšířil svou církev a také sítě škol v Bulharském knížectví, Východní Rumélii, Makedonii a v Adrianople Vilayet. Roku 1895 byla Tarnovskou konstitucí Bulharská pravoslavná církev prohlášena za národní náboženství. V předvečer Balkánské války, v Makedonii a Adrianople Vilayet, Bulharský exarchát měl 7 eparchií s 38 vikariáty, 1 218 farnostmi, 1 212 farními kněžími, 64 monastyrů a 202 kaplí atd.
Po 1. světové válce, na základě mírových smluv, byl exarchát zbaven eparchií v Makedonii a Aegeanské Thrákii. Exarcha Josef I. přenesl své sídlo z Istanbulu do Sofie již roku 1913. Po jeho smrti roku 1915 Bulharská pravoslavná církev nebyla v pozici volit si svou hlavu po dobu tří desetiletí.

### Obnovení patriarchátu
Podmínky pro obnovení patriarchátu byly vytvořeny po 2. světové válce. Roku 1945 byl rozkol pozvednut a patriarcha Konstantinopole uznal autokefalitu církve. Roku 1950 Svatý synod přijal nové stanovy, které otevřely cestu pro obnovení patriarchátu a v roce 1953 byl metropolita Plovdivu Cyril zvolen novým patriarchou. Po smrti patriarchy Cyrila roku 1971 Komunistická strana zvolila novým patriarchou metropolitu Loveče Maxima, který řídil církev až do roku 2012. Dne 10. listopadu 2012 metropolita Cyril z Varny a Preslavy byl vybrán za prozatímní hlavu církve. Novým patriarchou byl zvolen Neofit, který tuto funkci zastával od roku 2013 až do své smrti v roce 2024. Téhož roku byl novým patriarchou zvolen Daniel.
Církev neuznává autokefalitu Makedonské pravoslavné církve.

### Starostylní církev
Od roku 2011 usiluje v Bulharsku o registraci Bulharská pravoslavná starostylní církev. Ta působí však již od 90. let 20. století, uvádí, že vlastní jednu katedrálu a 14 farních kostelů, které byly všechny postaveny po roce 1993, dále pak jeden mužský a jeden ženský klášter. 

Největší z těchto církví, Řecká pravoslavná starostylní církev vedená starokalendářním athénským arcibiskupem Kallinikem, která je v církevním společenství i s Bulharskou pravoslavnou starostylní církví, má od roku 2001 svou misii v ČR jako její Moravská eparchie. Ta veřejně vystupuje prostřednictvím zapsaného spolku Orthodoxia Christiana.